# 謄本土地保有権
謄本土地保有権（とうほんとちほゆうけん）は、中世から近代にかけてイギリスにみられた土地を保有する権利の一種。謄本保有権、土地謄本保有権、コピーホールド（Copyhold）などともいう。

## 歴史

### 初期
イギリスの土地制度では、国王が唯一の所有権者としてすべての土地を所有し、対価関係（役務提供の負担に対する保護及び担保）に基づき、領主や領民が直接または間接に排他的に占有していた。
その後、市民革命が起きると国王の上級所有権は廃止され、完全な所有権（full ownership）である自由な土地保有権（freehold）が確立された。しかし、自由な土地保有権（フリーホールド、freehold）を取得したのは旧領主（貴族）であり、大部分の農民の保有は謄本土地保有権（謄本保有権）として封建的な土地制度の中に残された。

### 消滅
18世紀後半から第二次囲い込みが始まったが、謄本保有地の地下鉱物採掘権が領主に属するとされることもあったため、領主の上級保有権を一定の補償金により放棄させて謄本土地保有権（copyhold）を自由な土地保有権（freehold）に転換させる立法が行われた。
まず、1894年法（Copyhold Act）は領主または謄本土地保有権者のいずれかの申立により土地を自由化することを認めた。
最終的には Law of Property Act 1922&24年（財産権法) 等の立法により謄本保有制度は完全に解体された。